# Mellékhatások
A Mellékhatások (eredeti cím: Side Effect) 2013-as amerikai pszichó-thriller, melyet Steven Soderbergh rendezett, forgatott és vágott. A főszerepben Jude Law, Rooney Mara, Catherine Zeta-Jones és Channing Tatum látható.
Az Amerikai Egyesült Államokban 2013. február 8-án mutatták be, Magyarországon három hónappal később, május 9-én a ProVideo jóvoltából.
Ez a harmadik közös együttműködése Tatumnak és Soderberghnek a Bűn hálójában (2011) és a Magic Mike (2012) után, valamint szintén a harmadik együttműködése Zeta-Jonessal is a Traffic (2000) és az Ocean’s Twelve – Eggyel nő a tét (2004) után. Eredetileg Blake Livelyt szerették volna főszereplőként, azonban később bejelentették, hogy a helyére Rooney Marát cserélték le.
A film többnyire pozitív véleményeket kapott a kritikusoktól. A Metacritic oldalán a film értékelése 75% a 100-ból, ami 39 véleményen alapul. A Rotten Tomatoeson a Mellékhatások 83%-os minősítést kapott, 195 értékelés alapján.

## Cselekménye
|  | Alább a cselekmény részletei következnek! |

Emily tökéletesnek hitt élete összeomlik, amikor a férje börtönbe kerül. Négy évvel később szabadul, ám Emily képtelen örülni ennek, depresszióba esik. Az öngyilkossági kísérletét követően az asszony felkeresi Jonathan Banks pszichológust, azt remélve, hogy majd segít rajta. A kezelések ellenére Emily állapota tovább rosszabbodik. Dr. Banks ekkor új gyógyszert ír fel neki, ám annak mellékhatásaként Emily alvajárás közben megöli a férjét. Mindez megingatja Dr. Banks praxisát, aki nyomozni kezd az ügyben.
|  | Itt a vége a cselekmény részletezésének! |

## Szereplők
| Szereplő                  | Színész              | Magyar hang     |
| ------------------------- | -------------------- | --------------- |
| Dr. Jonathan Banks        | Jude Law             | Stohl András    |
| Martin Taylor             | Channing Tatum       | Papp Dániel     |
| Emily Taylor              | Rooney Mara          | Bánfalvi Eszter |
| Dr. Victoria Siebert      | Catherine Zeta-Jones | Tóth Enikő      |
| Deirdre Banks             | Vinessa Shaw         | Ruttkay Laura   |
| Martin anyja              | Ann Dowd             | Zsurzs Kati     |
| Emily főnöke              | Polly Draper         | Spilák Klára    |
| Carl Millbank             | David Costabile      | Koncz István    |
| Helyettes kerületi ügyész | Michael Nathanson    | Scherer Péter   |
| Emily ügyvédje            | Sheila Tapia         | Makay Andrea    |
| Gyógyszerügynök           | Andrea Bogart        | Bálizs Anett    |

További magyar hangok: Rosta Sándor, Zborovszky Andrea, Kálid Artúr, Mikula Sándor, Seder Gábor, Galbenisz Tomasz, Kapácsy Miklós, Bardóczy Attila